# US-amerikanische Leichtathletik-Hallenmeisterschaften 2019
Die US-amerikanischen Leichtathletik-Hallenmeisterschaften 2019 (englisch 2019 USATF Indoor Track and Field Championships) fanden vom 22. bis 24. Februar 2019 im Athletic Complex von Ocean Breeze, einem Stadtteil des Stadtbezirks Staten Island von New York City im US-Bundesstaat New York statt. Organisiert wurden sie vom US-amerikanischen Dachverband USA Track & Field (USATF).

## Wettbewerbe
Da es sich um ein Jahr ohne Leichtathletik-Hallenweltmeisterschaften handelte, wurden einige nicht standardisierte Leichtathletikwettbewerbe in das Programm aufgenommen. Die traditionellen 400-Meter-Sprints und 800-Meter-Läufe wurden durch einen 300-Meter-Sprint und einen 600-Meter-Lauf ersetzt. Die Mittelstrecken wurde von den üblichen 1500-Meter-Läufen und 3000-Meter-Läufen auf einen 1000-Meter-Lauf, einen Meilenlauf und einen Zwei-Meilen-Lauf geändert. Die Gehwettbewerbe wurden zusätzlich über eine Distanz von zwei Meilen ausgetragen.

## Ergebnisse
Es wurden eine Hallenweltbestleistung und ein Kontinentalrekord aufgestellt. Darüber hinaus gab es vier Weltjahresbestleistungen, zwei US-Bestleistungen und sechs Meetingrekorde. In weiteren fünf Fällen wurde der alte Meetingrekord während eines Wettkampfes unterboten.
Nicht in allen ausgetragenen Disziplinen werden offizielle, vom Weltleichtathletikverband anerkannte Rekordlisten geführt, weshalb das Resultat somit nicht als Rekord bezeichnet wird.

### Frauen
| Disziplin       | Gold              | Gold         | Silber          | Silber       | Bronze              | Bronze       |
| --------------- | ----------------- | ------------ | --------------- | ------------ | ------------------- | ------------ |
| 60 m            | Shania Collins    | 7,16 s       | Kate Hall       | 7,23 s       | Sharika Nelvis      | 7,32 s       |
| 300 m           | Brittany Brown    | 35,95 s      | Gabby Thomas    | 35,98 s 1)   | Kayla Davis         | 37,46 s      |
| 600 m           | Athing Mu         | 1:23,57 min  | Raevyn Rogers   | 1:24,88 min  | Olivia Baker        | 1:26,93 min  |
| 1000 m 2)       | Ajeé Wilson       | 2:34,71 min  | Hanna Green     | 2:35,40 min  | Ce’Aira Brown       | 2:35,62 min  |
| Meile           | Colleen Quigley   | 4:29,47 min  | Shelby Houlihan | 4:29,92 min  | Cory McGee          | 4:30,14 min  |
| 2 Meilen        | Shelby Houlihan   | 9:31,38 min  | Katie Mackey    | 9:33,70 min  | Elle Purrier        | 9:34,65 min  |
| 3000 m Gehen    | Miranda Melville  | 12:57,58 min | Katie Burnett   | 13:14,09 min | Kayla Shapiro       | 14:11,84 min |
| 60 m Hürden     | Sharika Nelvis    | 7,85 s       | Evonne Britton  | 7,86 s       | Amber Hughes        | 8,06 s       |
| Hochsprung      | Vashti Cunningham | 1,96 m       | Tynita Butts    | 1,88 m       | Amina Smith         | 1,88 m       |
| Stabhochsprung  | Katie Nageotte    | 4,81 m       | Annie Rhodes    | 4,56 m       | Kristen Leland      | 4,56 m       |
| Weitsprung      | Kate Hall         | 6,51 m       | Quanesha Burks  | 6,39 m       | Kenyattia Hackworth | 6,39 m       |
| Dreisprung      | Keturah Orji      | 14,55 m      | Tori Franklin   | 14,45 m 3)   | Lynnika Pitts       | 13,56 m      |
| Kugelstoßen     | Chase Ealey       | 18,62 m      | Magdalyn Ewen   | 18,45 m      | Jessica Ramsey      | 18,37 m      |
| Gewichtweitwurf | Janeah Stewart    | 24,80 m      | DeAnna Price    | 24,52 m      | Kaitlyn Long        | 23,19 m      |
| Fünfkampf       | Kendell Williams  | 4.496 Punkte | Emilyn Dearman  | 4.356 Punkte | Anna Hall           | 4.302 Punkte |

### Männer
| Disziplin       | Gold             | Gold           | Silber           | Silber       | Bronze                    | Bronze       |
| --------------- | ---------------- | -------------- | ---------------- | ------------ | ------------------------- | ------------ |
| 60 m            | Demek Kemp       | 6,55 s         | Cordero Gray     | 6,59 s       | Sean McLean               | 6,63 s       |
| 300 m           | Dontavius Wright | 32,81 s        | Manteo Mitchell  | 33,54 s      | Brycen Spratling          | 33,59 s      |
| 600 m           | Donavan Brazier  | 1:13,77 min WB | Sam Ellison      | 1:15,20 min  | Kameron Jones             | 1:15,32 min  |
| 1000 m          | Clayton Murphy   | 2:20,36 min    | Abraham Alvarado | 2:21,08 min  | Brannon Kidder            | 2:21,23 min  |
| Meile           | Craig Engels     | 3:59,69 min    | Henry Wynne      | 4:00,20 min  | John Gregorek Jr.         | 4:00,26 min  |
| 2 Meilen        | Andrew Hunter    | 8:25,29 min    | Eric Avila       | 8:32,41 min  | Tripp Hurt                | 8:32,72 min  |
| 3000 m Gehen 1) | Nick Christie    | 11:35,34 min   | Emmanuel Corvera | 11:49,25 min | John Cody Risch           | 11:57,26 min |
| 60 m Hürden     | Devon Allen      | 7,60 s         | Aaron Mallett    | 7,64 s       | Joshua Thompson           | 7,69 s       |
| Hochsprung      | Jeron Robinson   | 2,24 m         | Avion Jones      | 2,21 m       | Kristopher Kornegay-Gober | 2,18 m       |
| Stabhochsprung  | Andrew Irwin     | 5,80 m         | Scott Houston    | 5,61 m       | Max Babits                | 5,51 m       |
| Weitsprung      | Jordan Downs     | 7,73 m         | Malik Moffett    | 7,69 m       | Josh Colley               | 7,53 m       |
| Dreisprung      | Donald Scott     | 16,85 m        | Chris Carter     | 16,66 m      | KeAndre Bates             | 16,38 m      |
| Kugelstoßen     | Ryan Crouser     | 22,22 m        | Joe Kovacs       | 21,40 m      | Josh Awotunde             | 20,63 m      |
| Gewichtweitwurf | Daniel Haugh     | 24,12 m        | Conor McCullough | 23,98 m      | Alex Young                | 23,67 m      |
| Siebenkampf     | Tim Ehrhardt     | 5.868 Punkte   | Solomon Simmons  | 5.766 Punkte | Jack Flood                | 5.701 Punkte |